# The Hardy Boyz

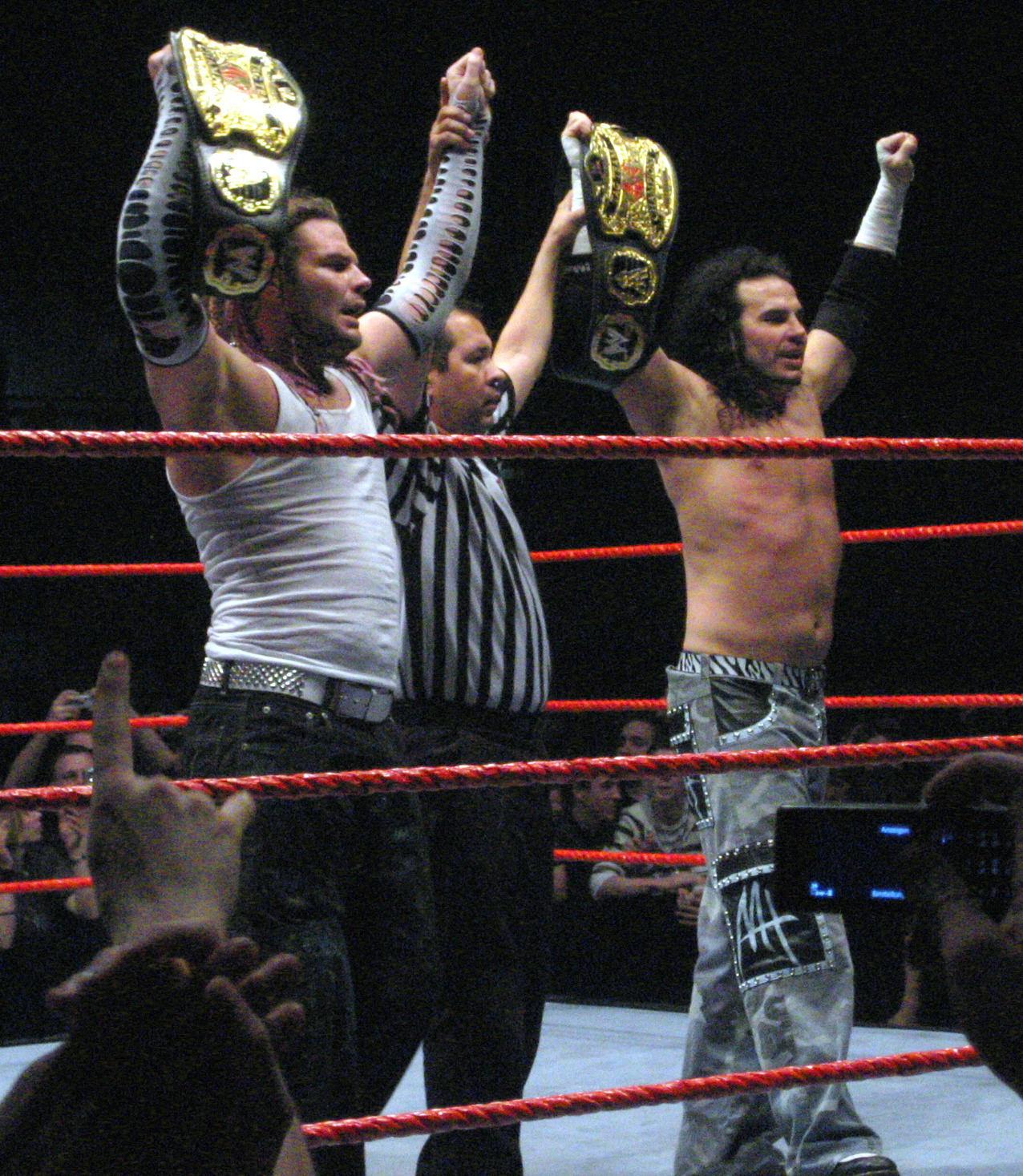
The Hardy Boyz là một đội đô vật chuyên nghiệp từng làm việc cho Total Nonstop Action Wrestling

The Hardy (còn được biết đến với tên Hardy Boyz hoặc Team Xtreme) là một đội đô vật chuyên nghiệp từng làm việc cho Total Nonstop Action Wrestling (TNA, giờ là Impact Wrestling và hiện nay World Wrestling Entertainment (WWE) gồm có hai anh em Jeff Hardy và Matt Hardy. Nhóm này từng giư Raw Tag Team Championship và WWE Smackdown Tag Team Championship.

## Lịch sử
Hai anh em Jeff và Matt đã làm thuê cho World Wrestling Federation (WWF) từ khi còn là thanh thiếu niên, trong những trận đấu đơn (single) hoặc đấu đồng đội (tag team). Hardy Boyz bắt đầu cuộc hành trình ở WWF/E bằng trận thắng trước Kaientai (Mens Teioh và Sho Funaki) vào ngày 27/9/1998 tại nhãn hiệu Sunday Night Heat. Sau trận này, Hardy Boyz gây ấn tượng mạnh với khán giả với những trận đấu với phương thức đánh bay nhảy. Họ sớm trở thành ứng cử viên cho đai vô địch đồng đội sau khi được quản lý bởi Michael Hayes, một thành viên của nhóm The Fabulous Freebirds - một nhóm thành công nhất của WWF. The Hardy đánh bại The A.P.A để giành đai vô địch đồng đội của WWF lần đầu tiên, nhưng đã mất đai vào tay The A.P.A sau hơn một tháng ở Fully Loaded năm 1999. Jeff và Matt cuối cùng đã rời bỏ Hayes để trở thành cộng sự của Gangrel như một phần của The New Brood. Sau một chuỗi thắng lợi trước Edge và Christian, được phong là "Terri Invitational Tournament", họ lại thắng đai Vô địch đồng đội trong một trân Ladder match tại No mercy 1999 sau khi đánh bại Edge và Christian. Cổ động viên đã tung hô The Hardy và đêm tiếp theo của RAW IS WAR. Nhưng rồi sau đó, cổ động viên lại giành những lời chê bai cho Jeff và Matt vì Lita tham gia cặp Hardy Boyz.

## TEAM XTREME
Sau khi Lita được thêm vào, Jeff Hardy và Matt Hardy đã đổi tên nhóm thành Team Xtreme.
Họ đối mặt với Edge & Christian và nhóm Dudley boyz tại WrestleMania 2000 trong trận đấu đồng đội ba nhánh (triple threat tag team match). Dudley boyz bắt đầu trận đấu với danh hiệu vô địch nhưng kết thúc trân đấu, Edge và Christian trở thành hai nhà vô địch.
Trong quá khứ, Lita là bạn gái của Matt Hardy, nhưng sau đó lại làm vợ của Kane, rồi lại qua tay của Edge.

## Các tuyệt chiêu
- - Twist of Fate (Matt) followed by a Swanton Bomb (Jeff)
  - Event Omega/Falling Fate (Diving Splash (Jeff), Top Rope Leg Drop (Matt))
  - Omega Event (Guillotine Leg Drop (Matt), Leg Drop to Groin (Jeff))
  - Twist of Fate - Matt/Jeff
  - Swanton Bomb - Jeff
  - Poetry in Motion
  - Spin Cycle (Simultaneous fist drop to the head of a fallen opponent (Matt) / somersault senton (Jeff) combo)
  - Top rope powerbomb (Jeff), neckbreaker slam (Matt) combination
  - Double 180 Degree Leg-Lift Back Suplex

## Quản lý
- Michael Hayes
- Gangrel
- Terri Runnels
- Lita

## Championships and accomplishments
- National Wrestling Alliance
- Regional

- NWA 2000 Tag Team Championship (1 lần)

- Organization of Modern Extreme Grappling Arts

- OMEGA Tag Team Championship (1 lần)

- Pro Wrestling Illustrated

- PWI Tag Team of the Year năm 2000.

- World Wrestling Federation / Entertainment

- World Tag Team Championship (6 lần)
- WCW World Tag Team Championship (1 lần)